# Абрютін Сергій Миколайович
Сергі́й Микола́йович Абрю́тін (нар. 8 квітня 1983, Ходине, Глухівський район — пом. 29 грудня 2014, Піски, Ясинуватський район) — солдат Збройних Сил України, учасник російсько-української війни.

## Короткий життєпис
Батько був трактористом, мама — кухарем у колгоспі. Закінчив середню школу, у Глухові вивчився на тракториста, в армії служив зв'язківцем. Після розформування частини працював у Глухівському лісгоспі, 2005 року пішов у міліцію.
4 роки працював у сумській міліції, патрульно-постова служба, нагороджений іменним годинником за відмінну службу. При одному затриманні хулігана напідпитку довелося застосувати силу. Згодом виявилося, що це був родич високопоставленого міліціянта. 2009 року Сергій змушено покинув ряди міліції. Працював охоронцем у Сумах, їздив на заробітки до Москви, повернувшись, влаштувався вантажником.
З квітня 2014-го в складі батальйону патрульної служби «Суми», снайпер 1-ї штурмової роти. Після скандалу із заступником командира батальйону звільнився, пішов до військкомату. В часі війни — заступник командира бойової машини, навідник-оператор, 93-тя окрема механізована бригада.
Від жовтня 2014-го на фронті. Ніс службу на блокпостах, змінював побратимів у терміналі Донецького аеропорту. Загинув 29 грудня 2014-го в бою з російськими збройними формуваннями, що напали на позиції українських вояків. Терористи почали атакувати вночі поблизу селища Піски. Сергій устиг надіти каску, але не бронежилет. Абрютіна прошила кулеметна черга, коли він намагався витягти з оточення пораненого побратима. У тому бою загинули ще два вояки, з них — Олексій Дурмасенко.
Вдома залишилися дружина Марина і 5-річний син. Похований у місті Суми, Центральне кладовище, Алея поховань Почесних громадян.

## Нагороди та вшанування
- Указом Президента України № 311/2015 від 4 червня 2015 року, «за особисту мужність і високий професіоналізм, виявлені у захисті державного суверенітету та територіальної цілісності України, вірність військовій присязі», нагороджений орденом «За мужність» III ступеня (посмертно)[1].
- У рідному селі Ходине Глухівського району на честь Абрютіна Сергія відкрито меморіальну дошку[2].
- Рішенням Сумської міської ради від 22 лютого 2017 року № 1757-МР Сергію Миколайовичу Абрютіну надано звання «Почесний громадянин міста Суми» (посмертно)[3][2].
- Вшановується в меморіальному комплексі «Зала пам'яті», в щоденному ранковому церемоніалі 29 грудня[4][5].